# Mariene provincie Koude Gematigde Noordoostelijke Stille Oceaan
De Mariene provincie Koude Gematigde Noordoostelijke Stille Oceaan (10) (Engels: Cold Temperate Northeast Pacific marine province) is een biogeografische provincie en ligt in het noorden en noordoosten van de Grote Oceaan in het Marien rijk Gematigde Noordelijke Stille Oceaan. De mariene provincie is vastgesteld door het World Wide Fund for Nature en The Nature Conservancy en is vernoemd naar de koude gematigde wateren in het noordoosten van de Stille Oceaan.
In het noordwesten grenst het gebied aan het Marien rijk Arctica, in het zuidoosten aan de mariene provincie Warme Gematigde Noordoostelijke Stille Oceaan (11) en in het westen aan de mariene provincie Koude Gematigde Noordwestelijke Stille Oceaan (8).

## Geografie
De mariene provincie ligt rondom de eilandengroep Aleoeten, de zuidkust van Alaska, de westkust van Canada met de provincie Brits-Columbia en de westkust van de Verenigde Staten exclusief de zuidwestkust van de staat Californië.

## Biogeografie
Het gebied kent zeeleven dat houdt van gematigde temperaturen.

## Mariene ecoregio's
Deze mariene provincie bestaat uit 6 mariene ecoregio's:
- Mariene ecoregio Aleoeten (53)
- Mariene ecoregio Golf van Alaska (54)
- Mariene ecoregio Noord-Amerikaans Pacifisch Fjordland (55)
- Mariene ecoregio Puget Trough/Straat van Georgia (56)
- Mariene ecoregio Oregon-, Washington- en Vancouverkust en Plat (57)
- Mariene ecoregio Noordelijk Californië (58)